# Halim Malkoč
 (juin 2025).
La mise en forme du texte ne suit pas les recommandations de Wikipédia : il faut le « wikifier ».
Les points d'amélioration suivants sont les cas les plus fréquents. Le détail des points à revoir est peut-être précisé sur la page de discussion.
- Les titres sont pré-formatés par le logiciel. Ils ne sont ni en capitales, ni en gras.
- Le texte ne doit pas être écrit en capitales (les noms de famille non plus), ni en gras, ni en italique, ni en « petit »…
- Le gras n'est utilisé que pour surligner le titre de l'article dans l'introduction, une seule fois.
- L'italique est rarement utilisé : mots en langue étrangère, titres d'œuvres, noms de bateaux, etc.
- Les citations ne sont pas en italique mais en corps de texte normal. Elles sont entourées par des guillemets français : « et ».
- Les listes à puces sont à éviter, des paragraphes rédigés étant largement préférés. Les tableaux sont à réserver à la présentation de données structurées (résultats, etc.).
- Les appels de note de bas de page (petits chiffres en exposant, introduits par l'outil «  Source ») sont à placer entre la fin de phrase et le point final[comme ça].
- Les liens internes (vers d'autres articles de Wikipédia) sont à choisir avec parcimonie. Créez des liens vers des articles approfondissant le sujet. Les termes génériques sans rapport avec le sujet sont à éviter, ainsi que les répétitions de liens vers un même terme.
- Les liens externes sont à placer uniquement dans une section « Liens externes », à la fin de l'article. Ces liens sont à choisir avec parcimonie suivant les règles définies. Si un lien sert de source à l'article, son insertion dans le texte est à faire par les notes de bas de page.
- La présentation des références doit suivre les conventions bibliographiques. Il est recommandé d'utiliser les modèles {{Ouvrage}}, {{Chapitre}}, {{Article}}, {{Lien web}} et/ou {{Bibliographie}}. Le mode d'édition visuel peut mettre en forme automatiquement les références.
- Insérer une infobox (cadre d'informations à droite) n'est pas obligatoire pour parachever la mise en page.

Pour une aide détaillée, merci de consulter Aide:Wikification.
Si vous pensez que ces points ont été résolus, vous pouvez retirer ce bandeau et améliorer la mise en forme d'un autre article.
Halim Malkoč (12 août 1917 - 8 février 1947) était un imam bosniaque et SS Obersturmführer de la division Waffen-SS Handschar, et le premier musulman à recevoir la Croix de fer du Troisième Reich pendant la Seconde Guerre mondiale. Il a reçu la médaille pour son implication dans la répression de la mutinerie de Villefranche-de-Rouergue de 1943, menée par d’autres soldats bosniaques. Il est né dans une famille bosniaque musulmane à Bihać le 12 août 1917.

## Carrière militaire

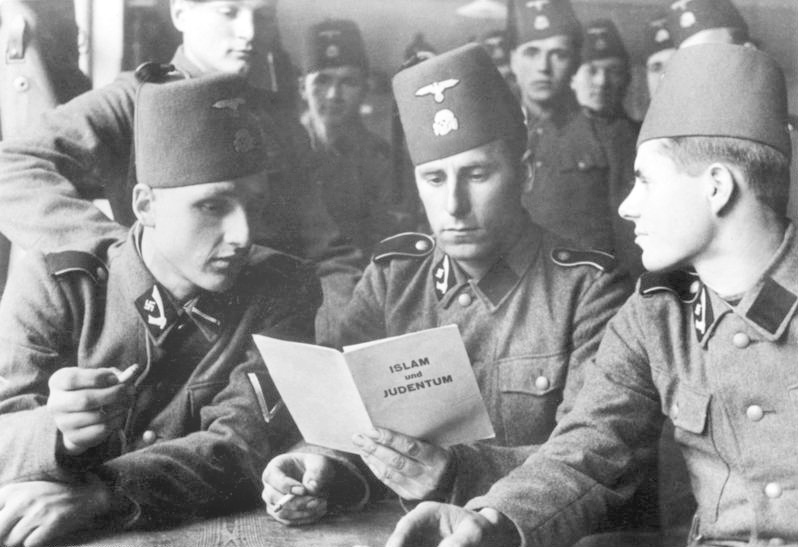
Soldats de l'unité Handschar, 1943

Malkoč était un jeune imam en Bosnie lorsque la guerre a éclaté. Il « avait servi en service actif comme officier dans l'armée yougoslave et était un chef militaire doué ». En 1943, il rejoint la division Waffen-SS « Handschar » nouvellement formée et est initialement nommé imam du « SS-Gebirgs-Pioneer Bataillon 13 ». En juillet, lui et plusieurs autres oulémas bosniaques furent envoyés à Dresde pour un important « cours de formation d'imam » de trois semaines organisé par l'Obergruppenführer (grade politique élevé) Gottlob Berger et Mohammad Amin al-Husseini, le Grand mufti de Jérusalem, soutien actif du régime Nazi. Les cours comprenaient des leçons sur « La Waffen-SS, son organisation et ses rangs » et une formation en allemand. Il y eut également des excursions à l'Opéra de Berlin, et au château de Babelsberg, à Potsdam.

## Villefranche-de-Rouergue
Au cours de leur entraînement, des « agents provocateurs » communistes d'origine bosniaque et croates de la division organisèrent la mutinerie du 17 septembre près de Villefranche-de-Rouergue en France au cours de laquelle plusieurs officiers SS furent exécutés. Un Allemand du nom de Dr Schweiger s'est tourné vers Halim Malkoč pour obtenir de l'aide. L'imam finit par persuader les hommes de se rendre et de désarmer. Un rapport indique : « Pour mener à bien cette tâche, le médecin a demandé l'aide de l'imam Malkoč, qui s'est avéré très utile, exigeant une obéissance totale de la part des troupes. » 
En reconnaissance de ses services, il reçut la Croix de fer, deuxième classe, en octobre 1943. Un an plus tard, il fut nommé imam de toute la division après que le premier nommé, l'imam Abdulah Muhasilović, eut déserté le 21 octobre 1944.

## Mort
À la fin de la guerre, Malkoč fut pendu à Bihać le 8 février 1947, sur ordre du nouveau régime communiste yougoslave.

## Livres
- Lepre, George. Himmler's Bosnian Division: The Waffen-SS Handschar Division 1943-1945. Atlgen, PA: Schiffer Military History, 1997  (ISBN 0-7643-0134-9)
- Munoz, Antonio J., editor. The East Came West: Muslim, Hindu and Buddhist Volunteers in the German Armed Forces. (chapters 2 and 13) Bayside, NY: Axis Europa, 2001  (ISBN 1-891227-39-4)
- Redžić, Enver, “Muslimansko Autonomastvo I 13. SS Divizija". Sarajevo: Svjetlost, 1987.